# 讓·德·拉特爾·德·塔西尼
讓·约瑟夫·马里·加布里埃尔·德·拉特尔·德·塔西尼，GCB，MC（法語：Jean Joseph Marie Gabriel de Lattre de Tassigny；1889年2月2日—1952年1月11日），法國著名將領，戰功彪炳，二战時先後為維希法国和自由法國進行作戰指揮，其後為第一次印度支那战争指挥官，並多次擊敗武元甲。

## 早年生活
出生于旺代省穆耶龙昂帕雷一个贵族家庭，和一战领袖乔治·克列孟梭同一个村庄 
。1911年中学毕业后考入法国圣西尔军校（在圣西尔他的班级排名第5），1913年毕业后成为一名初级军官，次年参加第一次世界大战并两次受伤。1921年至1926年被调到摩洛哥，1931年被调到法軍總參謀部第四局，負責後勤工作。1932年马克西姆·魏刚将军领导的总参谋部在他和戴高乐两人之间选择他担任秘书。1935年晉升為上校，任驻在梅斯的第151步兵團團長。

## 第二次世界大战
第二次世界大战爆发后，1939年晋升为准将，出任法國第五軍團参谋长，旋又调任第14步兵師师长。在雷泰尔指挥过几次小规模战役，在那里的德国军官说法国的抵抗是类似于一战的凡尔登战役。
1941年在突尼斯指挥维希法国部队，1942年负责指挥驻蒙彼利埃的第16师，被德军击败，他被德军囚禁。1943年1月被维希政府以“渎职罪”判处10年有期徒刑。9月越狱并辗转英国伦敦前往阿尔及利亚的阿尔及尔，参加了夏尔·戴高乐将军领导的“自由法国运动”，指挥法軍B军团，也被称为第6美国军團，指挥解放厄尔巴岛的战斗。1944年8月16日率部与盟军在法国普罗旺斯登陆，在随后穿越法国攻入德国南部和奥地利的作战中，先后解放土伦、马赛、里昂等地。11月率部进抵莱茵河。镇守斯特拉斯堡城。1944年9月25日B军团改称第1軍團，经过激烈的战斗越过孚日山脉，到达贝尔福，形成了科爾馬口袋，将德军包围。
随后塔西尼的第1軍團越过莱茵河进入德国，攻佔卡尔斯鲁厄、乌尔姆和斯图加特，再次跨越多瑙河抵达奥地利。1945年5月8日代表法国在柏林接受德国的无条件投降。

## 二战后

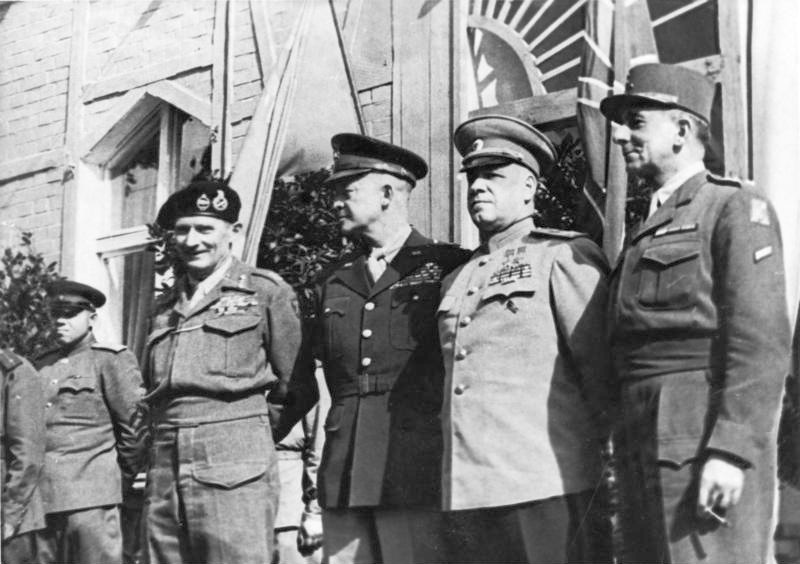
1945年6月5日在柏林的最高指挥官：蒙哥马利、德怀特·艾森豪威尔、朱可夫和塔西尼

二战后第一次担任北约驻欧洲部队参谋长，后调任西欧联盟地面部队司令，晋升上将军衔。在蒙哥马利陆军元帅的命令下，组织和指挥大量训练演习，不久担任法国驻南美洲的军事特使。
1950年12月6日被法国政府任命为法属印度支那（越南）高级专员兼远征军总司令，指挥第一次印度支那战争。上任后即抛出一项建立强大战略机动力量、建立无人区、加紧绥靖和扫荡的总力战和封锁轰炸等所谓“四点计划”，并动员当地的法国平民参加反对越盟的民族主义革命的战争。在永安戰役、底江戰役、帽溪戰役、和和平戰役中取得胜利，但他唯一的儿子伯纳德·德·拉特尔·德·塔西尼在底江战役中阵亡。
1951年因受疾病迫使而回到巴黎，1952年1月11日死于癌症，死后被追授法国元帅。

## 国葬
塔西尼的国葬持续举行了5天，《生活》杂志描述为“在1929年福煦元帅死后法国见过的最大的军事葬礼”。棺材在巴黎街头一系列的葬礼游行，遺體停放在国家的四處不同地点：他的家里、巴黎荣军院教堂、凯旋门和巴黎圣母院。三色旗覆盖的棺木跟在炮架后，抬棺人包括法国内阁成员、法官、主教和西方军事领导人，包括其他盟军将军，比如蒙哥马利和艾森豪威尔。路线包括Rivoli和香榭丽舍大街，从凯旋门到巴黎圣母院，然后从巴黎圣母院到巴黎荣军院，最后在塔西尼元帅的诞生地穆耶龙昂帕雷举行葬礼，出席者還包含元帅97岁的盲眼父亲罗杰·德·拉特尔。

## 荣誉
- 荣誉军团勋章：

骑士（1914年12月20日）
官员（1920年6月16日）
指挥官（1935年12月20日）
大軍官（1940年7月12日）
Grand Cross（1945年2月10日）
- 盟军的“解放之友”勋章（1944年11月20日法令）

- Médaille Militaire
- Croix de guerre 1914-1918 (8 citations)
- Croix de guerre 1939-1945
- Croix de guerre des Théatres d'Opérations Exterieures (3 citations)
- Médaille des Evadés
- Gold Medal of Physical Education
- Gold Medal of Public Health
- Military Cross (UK)
- Knights Grand Cross of the Order of the Bath (UK)
- Distinguished Service Medal (US)
- Legion of Merit (US)
- Order of Suvorov, 1st class (USSR)
- Grand Officer of the Order of Leopold (Belgium)
- Croix de Guerre (Belgium)
- Grand Cross of the Order of the White Lion (Czechoslovakia)
- Czechoslovak War Cross (Czechoslovakia)
- Grand Cross of the Order of St Olav (Norway)
- Knight Grand Cross of the Order of Orange-Nassau (Netherlands)
- Commander's Cross of the Virtuti Militari (Poland)
- Cross of Grunwald, 1st class (Poland)
- Grand Cross of the Order of the Dannebrog (Denmark)
- Commander of the Brazilian Order of Merit
- Grand Cross of the Order of the Liberator General San Martin (Argentina)
- Order of Military Merit, white (Cuba)
- Medal of Military Merit (Mexico)
- Grand Cross of Order of Military Merit (Chile)
- Grand Cross of the Royal Order of Cambodia
- Grand Cross of the National Order of Vietnam
- Grand Cross of the Order of a Million Elephants and White Parasol (Laos)
- Sherefian Merit Medal (Morocco)
- Grand Cross of the Order of Ouissam Alaouite (Morocco)
- Grand Cross of the Order of Blood (Tunisia)
- Grand Cross of the Order of the Black Star (Benin)